# Châteaubernard
Châteaubernard – miejscowość i gmina we Francji, w regionie Nowa Akwitania, w departamencie Charente.
Według danych na rok 1990 gminę zamieszkiwało 3769 osób, a gęstość zaludnienia wynosiła 283 osób/km² (wśród 1467 gmin regionu Poitou-Charentes Châteaubernard plasuje się na 57. miejscu pod względem liczby ludności, natomiast pod względem powierzchni na miejscu 665.).